# John Wessel
Pour les articles homonymes, voir Wessel.
John Wessel, né le 20 janvier 1952 à Cincinnati, en Ohio, est un écrivain américain de roman policier.

## Biographie
Il fait des études supérieures à l'université de Chicago et obtient ses diplômes en 1975. Il exerce ensuite, en parallèle à sa carrière littéraire, divers petits métiers. Il est notamment libraire, employé dans une chaîne de restauration rapide et pour un fabricant de serres. Il est l'auteur d'une série de trois romans ayant pour personnage central le privé sans licence Harding qui, dans Le Point limite (1996), vient de sortir de prison. Ces trois romans se déroulent dans la ville de Chicago.

### SérieHarding
- This Far, No Further (1996) Publié en français sous le titre Le Point limite, Paris, Rivages/Thriller, 1999, Rivages/Noir no 428, 2002, traduit par Jean Esch.
- Pretty Ballerina (1998) Publié en français sous le titre Pretty ballerina, Paris, Rivages/Thriller, 2002, réédition Rivages/Noir no 578, 2005, traduit par Danièle et Pierre Bondil.
- Kiss it Goodbye (2002) Publié en français sous le titre Kiss it Goodbye, Paris, Rivages/Thriller, 2005, traduit par Mathilde Martin.